# Bão Frankie (1996)

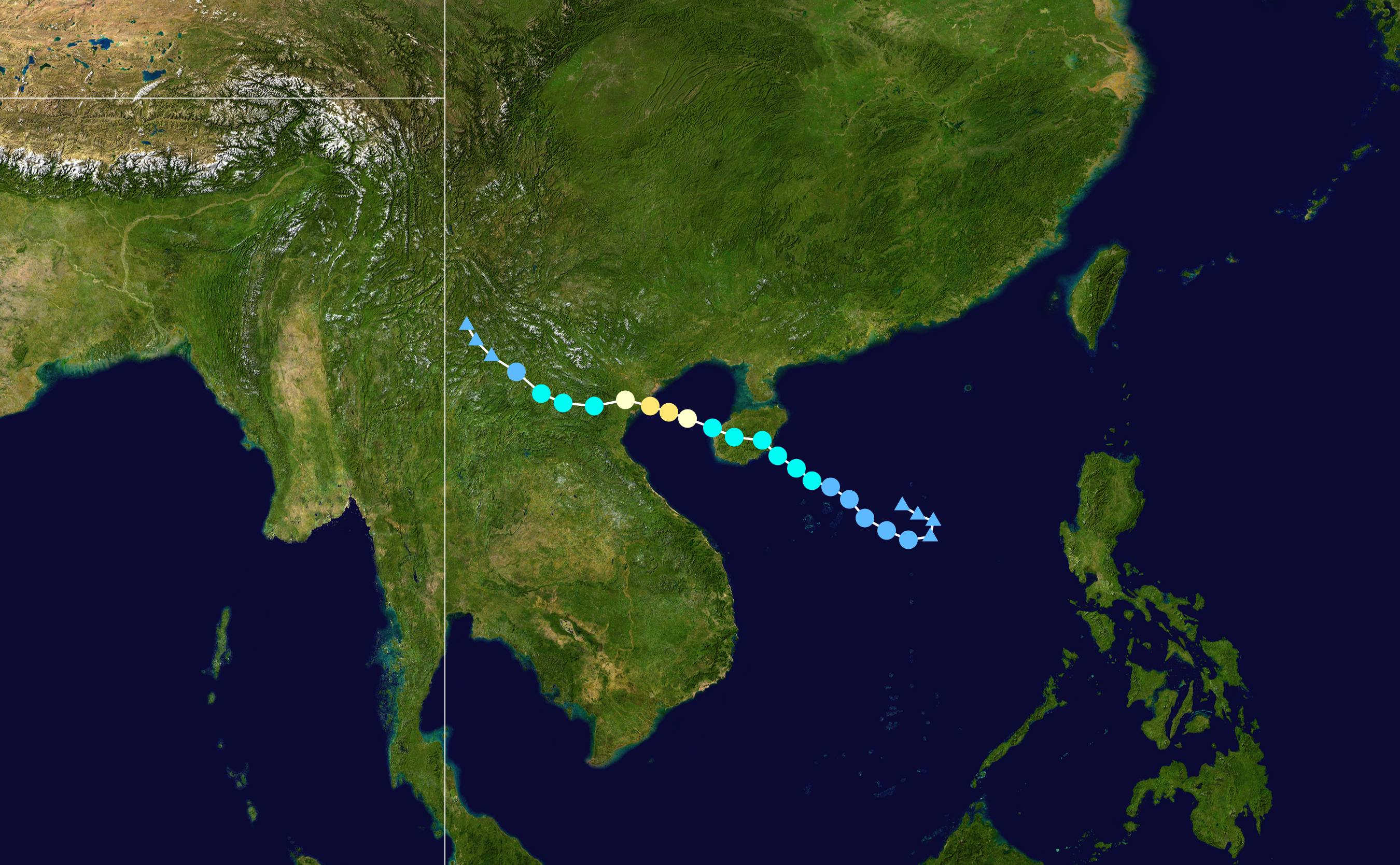
Đường đi bão Frankie, cơn bão gây thiệt hại rất nặng nề cho các tỉnh miền Bắc Việt Nam

Bão Frankie, được biết đến ở Philippines với tên gọi Áp thấp nhiệt đới Edeng, ở Việt Nam là Cơn bão số 2 năm 1996., là một cơn bão cuồng phong cấp 2 theo Thang bão Saffir-Simpson, tồn tại từ ngày 19 đến 25 tháng 7 năm 1996. Cơn bão đã ảnh hưởng trực tiếp đến Trung Quốc và Việt Nam.
Đổ bộ vào các tỉnh miền Bắc Việt Nam trong sáng ngày 24 tháng 7 năm 1996, Frankie đã gây tổn thất rất nặng nề với 100 người chết, hàng chục trường học, nhà cửa, hoa màu bị phá hủy và thiệt hại vật chất lên đến 200 triệu USD. Sau bão Frankie, vào tháng 8, hai cơn bão khác là Marty và Niki tiếp tục tấn công khu vực này gây ra lũ lụt lịch sử.

## Lịch sử khí tượng
Vào giữa tháng 7 năm 1996, một dải hội tụ nhiệt đới hình thành trên khu vực Tây Bắc Thái Bình Dương đã hút các khối mây giông hình thành nên ba cơn bão: Frankie, Gloria và Herb. Trong đó, Frankie là cơn bão hình thành sớm nhất.
Từ ngày 18 tháng 7, Trung tâm Cảnh báo Bão Liên hợp (JTWC) bắt đầu theo dõi và thông báo rằng có một áp thấp nhiệt đới đang hình thành trên Biển Đông. Ngay sau đó, cơ quan này đã ban hành "Cảnh báo về sự hình thành của xoáy thuận nhiệt đới" và chỉ định cho hệ thống số hiệu 08W. Hai ngày sau, Trung tâm Dự báo Khí tượng Thủy văn Việt Nam (NCHMF) bắt đầu phát tin áp thấp nhiệt đới trên Biển Đông. Sang ngày 21, Đài Quan sát Hồng Kông cũng bắt đầu theo dõi áp thấp khi vị trí của nó nằm cách quần đảo Hoàng Sa 170 km về phía Bắc - Đông Bắc. Sáng sớm ngày 22, JTWC nâng cấp hệ thống lên thành bão nhiệt đới và đặt tên quốc tế là Frankie và Việt Nam cũng đánh số hiệu là cơn bão số 2.. Ngay sau đó, Frankie đã đổ bộ vào đảo Hải Nam của Trung Quốc trước khi vượt đảo này trong ngày 23 và tiến vào vịnh Bắc Bộ. Trên vịnh Bắc Bộ, cơn bão mạnh lên cấp 12 trong thang sức gió Beaufort và cấp 2 trong thang bão Saffir-Simpson với vận tốc gió duy trì 1 phút 90 knot (165 km/h). Sáng 24 tháng 7, Frankie đổ bộ lên Nam Hà - Ninh Bình (tâm bão đi qua thị xã Ninh Bình, nay là TP.Ninh Bình) với sức gió giật cấp 12, trước khi JTWC ban hành cảnh báo cuối cùng về cơn bão.

## Ảnh hưởng
Vào ngày 21 tháng 7, Đài Quan sát Hồng Kông đã ban hành "Tín hiệu cảnh báo mức 1" khi cơn bão nằm trên khu vực cách Hồng Kông khoảng 570 km về phía Tây Nam. Tại đặc khu này đã có mưa rào và gió đông thổi mạnh do ảnh hưởng của hoàn lưu rìa phía bắc cơn bão. Tín hiệu cảnh báo đã được gỡ bỏ vào ngày hôm sau khi Frankie di chuyển ra khỏi khu vực Hồng Kông và đổ bộ Hải Nam. Đài Hồng Kông quan trắc được áp suất mực biển thấp nhất tại khu vực này là 1001,9hPa. Frankie đổ bộ vào đảo Hải Nam đã mang mưa lớn và gió mạnh đến cho khu vực này, làm một tàu chở 1000 tấn hàng bị lật, khiến 1 người thiệt mạng và 17 người mất tích.
Sáng ngày 24 tháng 7 năm 1996, cơn bão số 2 đổ bộ vào địa phận các tỉnh Nam Hà - Ninh Bình gây ra gió mạnh, mưa lớn cho các tỉnh miền Bắc Việt Nam cũng như mưa lớn, lũ lụt cho các tỉnh miền Trung và Tây Nguyên. Bão gây gió mạnh 34 m/s (cấp 12) giật 40 m/s (cấp 13) tại đảo Bạch Long Vĩ, cũng như gió mạnh 20 m/s (cấp 8) giật 32 m/s (cấp 11) tại Văn Lý. Gió mạnh 28 - 30 m/s (cấp 10-11) cũng đã được ghi nhận tại Thái Bình; mạnh 28 m/s (cấp 10) giật cấp 11 tại Cát Bi (Hải Phòng); mạnh 24 m/s (cấp 9) giật cấp 11-12 tại Ninh Bình; cấp 8-9 giật cấp 10 tại Nam Hà; thị xã Nam Định có gió mạnh 20 m/s (cấp 8) giật cấp 9; Quảng Ninh và Bắc Thanh Hóa ghi nhận gió mạnh cấp 8. Trạm Văn Lý ghi nhận trị số khí áp thấp nhất là 969 hPa (28,6 inHg) lúc 5h ngày 24 tháng 7; tại Nam Định trị số khí áp thấp nhất đo được là 971,9 hPa (28,70 inHg); Thái Bình là 973,5 hPa (28,75 inHg); Phù Liễn là 985,2 hPa (29,09 inHg); Thanh Hóa là 981,6 hPa (28,99 inHg); Láng là 990,2 hPa (29,24 inHg) và Hà Bắc là 991 hPa (29,3 inHg).
Bão Frankie được xem là cơn bão mạnh đầu tiên sau 10 năm không có bão mạnh ảnh hưởng miền Bắc Việt Nam, tiếp sau đó 2 cơn bão Marty và Niki cũng đã tấn công khu vực này chỉ trong vòng 3 tuần lễ. Tổn thất do bão gây ra rất lớn, với 100 người thiệt mạng, 194.000 căn nhà bị hư hại và hơn 177.000 hecta đất bị úng ngập, tổng thiệt hại là trên 200 triệu USD.
Năm 2012, trong vụ án Đoàn Văn Vươn, gia đình ông này xin xóa nợ 180 triệu đồng của ngân hàng với lý do là cơn bão này đã phá hỏng toàn bộ hệ thống nuôi trồng thủy sản của nhà ông này.